# Robertson Bay
Die Robertson Bay ist eine große Bucht zwischen der westlich gelegenen Adare-Halbinsel und der Pennell-Küste des ostantarktischen Viktorialands. Ihre Einfahrt wird im Osten durch Kap Adare und im Westen durch Kap Barrow begrenzt.
Entdeckt wurde sie 1841 vom britischen Polarforscher James Clark Ross bei seiner Antarktisexpedition (1839–1843). Ross benannte die Bucht nach John Robertson, Chirurg auf dem Forschungsschiff Terror.